# أزبك خان
 السُّلْطَانُ غِيَاثُ الدِّينِ مُحَمَّد أُزْبَك، المعروف باسم أُزْبَك خَان (ومعنى اسمه البك المستقل)، ولد سنة 681 هـ / 1282 م وتوفي سنة 742 هـ / 1341 م في مدينة سراي، استمر عهده من سنة 712 هـ / 1313 م حتى سنة 742 هـ / 1341 م، والتي كانت أطول فترة حكم لخانات القبيلة الذهبية، التي بلغت ذروتها في عهده. خلفه ابنه تيني بك.

## التتويج وإسلام القبيلة الذهبية
كان والد أزبك خان طغرلجا واحدًا من أمراء المغول، غير أن عمه توقتا خان القبيلة الذهبية أعدم أباه وأرسل ابنه أزبك خان إلى المنفى في منطقة نائية من أراضي القبيلة الذهبية في خوارزم (أو القوقاز).
اعتنق أزبك خان الإسلام على يد ابن عبد الحميد (سيّد من بُخارى وشيخ من الطريقة اليسوية) بعد وفاة عمه توقتا في شهر شعبان سنة 712 هـ / يناير سنة 1313 م، وبمساعدة وزيره تيمور قتلغ وزوجته بُلاغان خاتون (أو بايالون خاتون)، اعتلى العرش واتخذ لنفسه اسم غياث الدين. تآمر نبلاء المغول ضده في البداية، ونُظمت مؤامرة لقتل الخان الجديد. اكتشف أزبك خان المؤامرة وسحق المتمردين.
اتخذ الإسلام دينًا للدولة مما ألّب علية الأمراء الشامانيين والبوذيين، فشجّع أزبك خان النشاطات الدعوية، بالدين الإسلامي مما أدى إلى انتشار الإسلام بين أفراد القبيلة الذهبية.
وفي نفس الوقت، كان متسامحًا تجاه المسيحيين والوثنيين في دولته مثل الروس، الجراكسة، البلقار، التتار والروميين طالما أنهم استمروا في دفع الجزية.

## السياسة الخارجية
امتلك أزبك خان واحدًا من أكبر الجيوش في العالم آنذاك، والتي تجاوزت 300,000 محاربًا. نظّم أزبك خان حملات ضد الدولة الإلخانية في أذربيجان عام 719 هـ / 1319 م، 725 هـ / 1325 م وعام 735 هـ / 1335 م. تحالف أزبك خان مع دولة المماليك ضد الدولة الإلخانية. ولكن في عام 723 هـ / 1323 م، تم التوقيع على معاهدة سلام بين المماليك والإلخانيين. فانتهى التحالف مع المماليك.
تورط أزبك خان في حروب مع البلغار والروم من عام 720 هـ / 1320 م حتى عام 732 هـ / 1332 م. غزا أزبك خان تراقيا عدة مرات. كما حاول السيطرة على صربيا لكنه لم ينجح في عام 730 هـ / 1330 م.
سمح أزبك خان للجنويين بالاستقرار في القرم. ووقّع أزبك خان على معاهدة جديدة للتجارة مع جمهورية جنوة عام 739 هـ / 1339 م. كما سمح في عام 732 هـ / 1332 م للبنادقة بإقامة مستعمرة في تانايس على نهر الدون بروسيا.